# Бамбара (народ)
Бамбара, познати и под именима Бамана и Банмана етничка је група из породице Манде која првенствено насељава подручја западне Африке, посебно јужни део Малија, Гвинеју, Буркину Фасо и Сенегал. Данас они чине највећу Манде етничку подгрупу у Малију, са 80% становништва које говори бамбара језик, независно од народности.

## Етноним
Према Енциклопедији Африке, Бамбара значи неверник; а овај народ је стекао то име јер се одупирао исламу након што је тукулорски освајач ел Хаџ Омар Тал донео религију 1854. године.

## Историја
Бамбара народ су потомци племенитог рода народа Мандинка. Они су основали Царство у Малију у тринаестом веку. Мандинке и Бамбаре су подгрупе Манде етничке групе, чија се најранија историја може пратити до налазишта у близини Тишита (сада затрпаног испод сахарског песка у јужној Мауританији), где су урбани центри почели да настају још од 2500 година п. н. е. Око 250. године п. н. е. је племе Бозо, подгрупа Манде народа, основало град Ђене. Између 300. и 1100. године, Сонинке Манде су били доминантна група у западном Малију, управљајући Царством Гане. Када се Манде Согајско царство распало око 1600. године, многе етничке групе које су говориле Манде језиком и живеле уз горњи слив реке Нигер, мигрирале су ка центру територије. Бамбара народ се појавио поново уз настанак Бамана Царства 1740. године, када је Царство Мали почело да пропада након средине 16. века.
Иако се модерни историчари и етнолози не могу сложити око порекла или значења етнолингвистичког термина, помен имена Бамбара се јавља почетком 18. века. Уз своју широку употребу за одређивање ове етно-лингвистичке групе, бамбара је такође био назив за заробљене Африканце који су пореклом из унутрашњости Африке, из северног Сенегала, превожени до Америке преко Сенегамбијске обале. Још од 1730. године на робовским пијацама Гореје, термин се односио на робове који су већ били у служби локалних моћника или Француза.
Развијајући се од земљорадничких заједница у Васулуу, између Сикасоа и Обале Слоноваче, Баманска братства су почела да се удружују у државну структуру која је постала Бамбара царство, а затим Царство Мали. Као сушта супротност муслиманским суседима, царство Бамана је неговала и формализовала традиционалне многобожачке религије, иако су муслиманске заједнице остале локално моћне, у случају да су одвојене од централне моћи у Сегоу.
Бамана је постала доминантна култура у западном Малију. Бамбара језик, значењски близак Мандинга и Дјула језицима, постао је главни међуетнички језик у Малију и један од два званична језика у Малију, уз француски.

## Култура

### Религија
Бамбара женска фигура, Мали, крај 19. и почетак 20. века. Дрво, музеј афричке уметности, Смитсонијан.
Иако је сада већина припадника народа Бамана исламизована, многи од њих и даље практикују традиционалне ритуале, поготово при поштовању култа предака. Овај облик синкретичког ислама је редак, узимајући у обзир преласке који су се догађали све до краја 19. века. У модерно доба, чувена је Бамана ритуална уметност.

### Друштвена структура
Народ Бамбара дели многе аспекте шире Манде друштвене структуре. Заједнице су патрилинеарне и патријархалне, с тим да ниједна жена није покривена велом. Манде култура је позната по својим братствима и сестринствима (Тон) а Бамбара народ је током историје очувао ове савезе. Прва држава је настала реструктурирањем ловачких и омладинских Тонова у ратнички сталеж. Како су њихови походи на суседне државе били успешни, Бамбаре су створили Џонтоне (џон - роб), или сталеж ратника-робова, који се обнављао и побољшавао ратницима заробљенима у борби. Иако су робови били искључивани из наследства, вође Џонтона су створиле јак корпоративни идентитет. Њихови походи су опскрбљивали економију државе трговачком робом и робовима, и потпомогли пољопривредницима у добијању нове земље.

### Касте
Традиционално, друштво Манде је хијерархијско или кастно, са племством и вазалима. Бамански политички поредак створио је малу групу слободног племства постављеног усред ендогамне касте и етничке варијације. Све касте и етничке групе су обављале важне улоге у држави Бамана, а ова разлика се временом повећала. На пример, трговци Марака развили су градове који су се усредсређивали на пустињску трговину, а други су се усредсредили на пољопривредну производњу великих размера користећи робове које је држава заробила. Џула каста се специјализовала за трговину на даљину, као и заједница Фула у држави, које су уз то укључиле сточарство. Бозо заједница је настала углавном из ратних заробљеника, а држава их је претворила у риболовце и речно-пловну заједницу.

## Уметност
Народ Бамбара је усвојио многе уметничке традиције. Уметнички предмети се подједнако праве у религијске сврхе, као и ради дефинисања културних и верских разлика. Бамана уметничка традиција укључује грнчарство, ткање, предмете од гвожђа и маске. Иако се већина модерне Бамана уметности може наћи на пијацама уметничких рукотворина, најфинија традиција је део светих заната, створена као приказ религјских веровања и користи се у ритуалима.
Бамана уметничке форме укључују и n’tomo маску и Ђивара статуе. Маске Нтомо користе плесачи приликом мушких церемонија иницијације. Украс за главу Ђивара су при жетви носили младићи које је земљорадничко удружење бирало. Друге Бамана статуе укључују и статуе плодности које су младе супруге морале све време да носе са собом ради осигурања плодности, као и специјалне статуе за ловце и земљораднике, често коришћене као жртвеници других група након плодоносне сезоне или успешних ловачких похода.
Свака посебна креативна особина коју су појединци стицали, сматрала се посебним начином за указивање поштовања вишим бићима. Моћи кроз стварање Бамана уметности су коришћене да умилостиве духове предака и прикажу лепоту у ономе у шта верују.